# LSD (album)
Labrinth, Sia & Diplo Present... LSD, noto semplicemente come LSD, è il primo album in studio del supergruppo omonimo, pubblicato il 12 aprile 2019.

## Tracce
1. Welcome to the Wonderful World Of – 1:56
2. Angel in Your Eyes – 3:06
3. Genius – 3:33
4. Audio – 3:24
5. Thunderclouds – 3:07
6. Mountains – 3:14
7. No New Friends – 2:55
8. Heaven Can Wait – 3:15
9. It's Time – 3:29
10. Genius (Lil Wayne remix) – 2:42

## Classifiche

### Classifiche settimanali
| Classifica (2019) | Posizione massima |
| ----------------- | ----------------- |
| Australia         | 49                |
| Austria           | 29                |
| Belgio (Fiandre)  | 72                |
| Belgio (Vallonia) | 66                |
| Canada            | 33                |
| Corea del Sud     | 90                |
| Finlandia         | 21                |
| Francia           | 25                |
| Germania          | 49                |
| Irlanda           | 45                |
| Italia            | 53                |
| Lettonia          | 14                |
| Lituania          | 8                 |
| Norvegia          | 8                 |
| Nuova Zelanda     | 10                |
| Paesi Bassi       | 16                |
| Regno Unito       | 44                |
| Repubblica Ceca   | 56                |
| Spagna            | 39                |
| Stati Uniti       | 70                |
| Svezia            | 17                |
| Svizzera          | 24                |

### Classifiche di fine anno
| Classifica (2019) | Posizione |
| ----------------- | --------- |
| Francia           | 149       |